# Massage

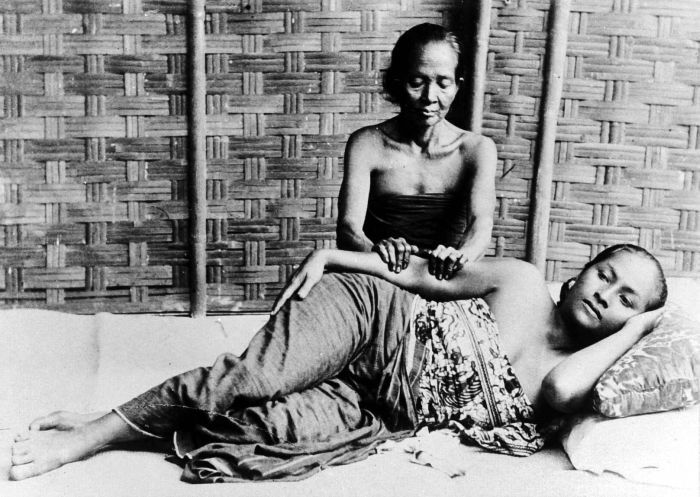
Collectie Wereldmuseum Amsterdam

Massage is de praktijk van het toepassen van gestructureerde of ongestructureerde druk, spanning, beweging, of trilling – manueel of met mechanische hulp – op de zachte weefsels van het lichaam, met inbegrip van de huid, spieren, bindweefsel, pezen, ligamenten, gewrichten, lymfevaten, organen van het maag-darmstelsel en reproductief systeem, ter verhoging van enigerlei aspect van het welzijn van de massee (dat is: degene die wordt gemasseerd). Dit kan met of zonder massageolie worden gedaan.
De context van een massage kan variëren van informeel en amateuristisch tot professioneel. In een professionele context ligt degene die gemasseerd wordt gewoonlijk op een massagetafel of op een mat op de vloer, of men zit op een massagestoel.

## Invalshoeken
Het geven van een massage kan vanuit twee verschillende invalshoeken gebeuren:

### Vanuit klachten/symptomen
De voornaamste professionele beoefenaars van therapeutische massage zijn sportmasseurs, fysiotherapeuten en diverse traditionale Chinese en andere oosterse geneeswijzen. Studies hebben aangetoond dat massage diverse positieve effecten kan hebben, waaronder pijnverlichting, vermindering van langdurige angstklachten en depressie, en tijdelijke vermindering van bloeddruk, hartslag en angst. Soms wordt massage gecombineerd met oefentherapie en manuele technieken. Aanrakingsarmoede is aangetoond in onder andere kinderen en gevangenen in afzondering, en kan ernstige klachten veroorzaken.
Aanbieders van alternatieve geneeswijzen die als onderdeel van hun methode (ook) massage gebruiken zijn bijvoorbeeld shiatsu, chiropraxie en osteopathie. Door hen wordt vaak geen scheiding tussen lichamelijke en niet-lichamelijke klachten gemaakt.

### Vanuit wensen/behoeften
Evenwel hoeft van klachten/symptomen geen sprake te zijn. Massage kan (afhankelijk van de massee) ook op andere aspecten van welzijn gericht zijn. Daarbij kan men bijvoorbeeld denken aan rust en ontspanning, aan verwenning en genieten, seksuele behoeftes, of simpelweg aan een aangename tijdspassering. Uiteenlopende wensen of behoeften die bij de betrokkene leven, kunnen aanleiding zijn voor een massage.

## Massage bij ziektes en klachten
In sommige gevallen is het onverstandig om voluit te masseren (contra-indicaties). Dat wil niet zeggen dat massage in die situaties volledig taboe is. Afhankelijk van de aandoening zijn sommige massagehandelingen toch mogelijk, of zelfs heilzaam. Zie de nuanceringen die hieronder zijn genoteerd.
- Plaatselijke infecties (niet alleen van de huid maar ook van bijvoorbeeld gewrichten) – geen massage waar de infectie is omdat je die zou kunnen uitbreiden lichaamsdelen die niet bij de ontsteking in de buurt zijn, kun je met lichte strijkingen masseren.
- Besmettelijke huidaandoeningen (zoals herpes) – niet masseren.
- Vormen van huiduitslag (zoals acne, eczeem, warmte-uitslag, steenpuisten) – geen massage over de uitslag aangrenzende delen die schoon zijn kun je masseren om afvalstoffen uit het weefsel af te voeren.
- Zwellingen (en andere uitstulpingen) – geen massage op de gezwollen gebieden als de zwelling zich op enige afstand van het hart bevindt, kun je in het tussengelegen gebied naar het hart toe werken om afvalstoffen uit het weefsel af te voeren – als een arts een diagnose heeft gesteld die inhoudt dat massage is geïndiceerd, wordt deze behandeling gewoonlijk door een fysiotherapeut gedaan.
- Bloeduitstortingen – geen massage op een bloeduitstorting – wel om de plek heen werken om het bloed te verspreiden, en ook in dit geval naar het hart toe werken.
- Lichte cardiovasculaire aandoeningen (zoals spataderen) – geen massage op de spatader, en masseer er ook niet naartoe – wel de geneeskracht van je hand gebruiken [bron?], het been omhoog leggen en boven de spatader lichte strijkingen maken naar het hart toe; eventueel ook met lichte bewegingen aan weerszijden van de spatader omhoog masseren (dit kan de pijn verlichten).
- Ernstige cardiovasculaire aandoeningen (zoals trombose en aderontsteking) – geen massage bij mensen met een dergelijke aandoening, die inhoudt dat er bloedstolsels zijn; massage zou die kunnen losmaken
- Botbreuken – geen massage als een bot is gebroken of er vermoeden van botbreuk bestaat; roep medische hulp in; in een later stadium kan een arts eventueel voorschrijven om te masseren zoals bij een verrekking/verstuiking.
- Grote kneuzingen – zie Botbreuken.
- Wonden en recente littekens – niet masseren.
- Genezen littekens (dat wil zeggen: de hechtingen zijn minstens vier dagen verwijderd) – het wegtrekken van het litteken kan positief worden beïnvloed door dagelijks voorzichtig masseren met een helende crème of gel (bijvoorbeeld op basis van calendula); het is niet ongewoon om hier twee jaar mee door te gaan.
- Griep of koorts – geen massage bij iemand met koorts de huid is bij koorts vaak heel gevoelig; strelen of vasthouden kan verlichting bieden.
- Oververmoeidheid - geen massage, laat de persoon eerst uitrusten alvorens te masseren.
- Zwangerschap, kanker, verhoogde bloeddruk, osteoporose, diabetes, astma – nadere informatie ontbreekt momenteel.

## Soorten massage
Er zijn uiteenlopende soorten massage. Onderstaande lijst is een eerste inventarisatie. De hier opgesomde benamingen zijn niet altijd nevenschikkend aan elkaar. We vinden hier onder meer:
- benamingen die het doel van de massage aangeven – voorbeelden: Ontspanningsmassage, Erotische massage;
- benamingen die de aanpak (methode, technieken) van de massage aangeven – voorbeelden: Shiatsu, Zweedse massage.

Op een gegeven massage kunnen dus meerdere benamingen van toepassing zijn – voorbeeld: een Ontspanningsmassage kan worden gegeven met technieken uit de Zweedse massage.
Over vele massagesoorten worden directe of indirecte positieve gezondheidseffecten beweerd. De wetenschappelijke basis hiervoor is doorgaans zeer dun of ontbreekt geheel.
Warmte in massage kan resulteren in het vernauwen van bloedvaten en daardoor een toename in toevoer van zuurstof en voedingsstoffen, en afvoer van afvalstoffen. Methodes fie veelal gebruikt worden in massagetechnieken om warmte te creeëren zijn
- Een warme ruimte
- Voorverwarmde objecten (zoals doeken of stenen) om over de massee heen te leggen
- Warme massageolie
- Warme handen van de masseur

Een overzicht in alfabetische volgorde van soorten massage:

### Ayurvedische massage
De ayurvedische massage is een van de behandelmethoden binnen het natuurgeneeskundig gezondheidssysteem Ayurveda.
Ayurvedische massage wordt toegepast ter ontgifting, verjonging, ontspanning, preventief en ter behandeling van eventuele klachten.

### Cosmetische massage
Sinds 1 september 2007 is in België het beroep van cosmetisch masseur/masseuse gereglementeerd.
Enkel mensen met een geldig vestigingsattest kunnen zich onder deze noemer inschrijven als zelfstandig masseur/masseuse.
Onder de activiteiten van een cosmetisch masseur/masseuse wordt verstaan: het masseren van het menselijk lichaam om het in stand te houden of mooier te maken, uitgevoerd in een schoonheidssalon.

### Dieptemassage
Dieptemassage is een krachtige vorm van massage waarbij diepwerkende technieken worden gebruikt om spierspanningen en verklevingen los te maken en de doorbloeding te stimuleren.

### Holistische massage en massagetherapie
Holistische massage maakt gebruik van verschillende massagetechnieken zoals klassieke massage (zie Zweedse massage), energetische massage, chakramassage en bindweefselmassage. De behandelingen worden gegeven vanuit een holistische visie. De sessies richten zich op bewustwording van het eigen lichaam van de cliënt. Bij massagetherapie is vaak sprake van een traject van meerdere sessies waarbij de masseur door middel van aanraking de cliënt uitnodigt contact te maken met het eigen lichaam en diens signalen.

### Hot stonemassage
Een hot stone massage is een vorm van massage waarbij gladde, platte, verwarmde stenen op sleutelposities van het lichaam worden geplaatst.

### Herbalanceringsmassage - Massage bij mensen met kanker
Deze zachte aanraking/massagetechniek kent zijn toepassing bij kankerpatiënten.
Ze heeft geen contra-indicaties.

### Indiase hoofdmassage
Dit wordt ook wel Champimassage of Shiro Abhyanga massage genoemd. De bovenrug, schouders, armen, nek, hoofdhuid en gezicht worden hierbij gemasseerd. De Indiase hoofdmassage is een 'dynamische' massage met afwisselend zachte en stevige handelingen. De masseur maakt gebruik van kneden, kloppen, drukpunten (marmapunten) en trekt zachtjes aan de haren.

### Integratieve massage
Integratieve massage is een – op een bepaalde manier samengestelde – combinatie van drie massagevormen: Dynamische massage, (klassieke) Zweedse massage en Polariteitsmassage. De manier van combineren wordt bepaald door het holistisch mensbeeld.

### Kum nye massage
Deze massage wordt ook vaak Kum nye tantra genoemd en heeft tevens overeenkomsten met de sweda. Binnen deze massagevorm worden energieën in het lichaam opgewekt, afgevoerd en gestuurd om zo een helend effect te creëren. Tulku Lobsang is een van de belangrijkste Tibetaanse leraren die deze massagevorm in het westen geïntroduceerd heeft.

### Lomilomi massage
Een van Hawaii komende massagevorm die zijn oorsprong vindt in de traditionele geneeskunst. Deze massage duurt gewoonlijk twee uur en er wordt daarbij veel olie gebruikt. De masseur werkt niet alleen met zijn handen, maar vooral met beide onderarmen. De masseur maakt daarbij vloeiende, soms langzame, soms snellere en licht schommelende bewegingen, waarbij de traditionele behandeling wordt begeleid door Hawaiiaanse muziek en liederen.

### Metamorfosemassage
Door middel van metamorfosemassage kunnen blokkades worden ontdekt die reeds tijdens de zwangerschap door de foetus ontwikkeld werden. Tijdens de behandeling worden deze blokkades opgeheven. Robert Saint John ontdekte dat de reflexpunten van de wervelkolom corresponderen met de tijd voor de geboorte, de prenatale periode. In deze reflexzone bevinden zich de herinneringen aan indrukken opgedaan in de prenatale periode.

### Ontspanningsmassage
Een massage met een kalmerende en rustgevende werking, ontspanning van de spieren, bevordering van de doorbloeding en verbetering van de stofwisseling. Bij een ontspanningsmassage wordt zachter en meer aan de bewustwording van het lichaam gewerkt. Behandeling van het hoofd is hierbij niet los te zien van die van het lichaam.

### Polariteitsmassage
Een methode uit de natuurlijke gezondheidszorg, gebaseerd op de universele beginselen van de levensenergie.

### Reflexologie
Reflexologie of reflexzonetherapie is de stimulering van reflexpunten op de voeten en handen. Er wordt door de aanhangers uitgegaan van de veronderstelling dat deze zones corresponderen met de verschillende lichaamsorganen.

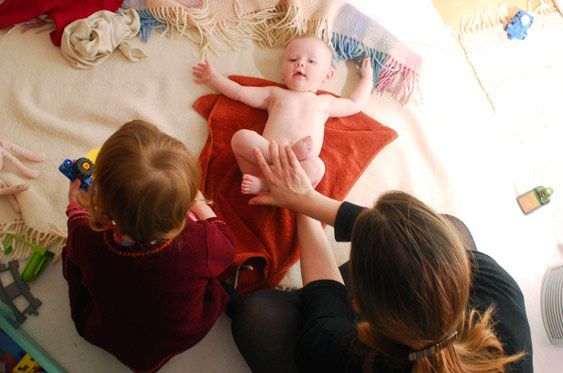
Babymassage

### Shantala-massage
Shantala-massage is afkomstig uit India. Deze massage kenmerkt zich door strijkende ritmische bewegingen over het lichaam. Shantala-massage is ook wel bekend als babymassage. De Fransman Leboyer heeft deze, in de Ayurveda gewortelde, Indiase babymassage in het Westen geïntroduceerd – om die reden wordt het ook Leboyer-massage genoemd.

### Shiatsu
Shiatsu is een Japanse lichaamstherapie waarbij de duimen, handpalmen en vingers zonder spierkracht maar met lichaamsgewicht worden gebruikt om druk (dus geen wrijving of kneden) uit te oefenen op bepaalde plaatsen op het lichaam. Met passieve rekkingen worden spieren behandeld om ze soepeler en gezonder te maken. Er zijn veel technieken. Een goede kennis van het lichaam is vereist.

### Sportmassage
Dit is een massage voor sporters voor een betere sportprestatie of bevordering van herstel na een blessure.

### Stoelmassage
Stoelmassage wordt gegeven op een speciale, ergonomische stoel die wordt meegebracht door de masseuse of masseur. Er komt geen olie aan te pas. Het is erg laagdrempelig omdat de massage over de kleren heen gegeven wordt.
Door stress en/of bijvoorbeeld een slechte werkhouding ontstaan er allerlei blokkades die kunnen leiden tot lichamelijke klachten zoals stijve en pijnlijke spieren. Tijdens de massage oefent de masseur druk uit met de ellebogen, handen, handpalmen en vingers op hoofd, nek, rug, schouders, armen en handen, waardoor blokkades worden opgeheven en zwakke plekken worden versterkt. Het lichaam komt daardoor weer goed in balans. Ook bevordert het de energiedoorstroming en versoepelt het de spieren en gewrichten.
Stoelmassage is niet bedoeld ter behandeling van medische klachten maar vermindert en voorkomt klachten zoals RSI en symptomen van stress. Het wordt daarom ook wel ingezet als massage bij bedrijven, omdat de werksfeer en prestaties erdoor kunnen verbeteren.

### Sweda-massage
Sweda-massage is een Tibetaans boeddhistische massagevorm die gericht is op het energetische systeem. De massage richt zich op de chakra's, meridianen, marmapunten en auralagen.

### Tantrische massage
Surya tantra wordt de massage binnen de Tantra genoemd. De massage richt zich op de mannelijke (Shiva) en de vrouwelijke energiestroom (Parvati) in het lichaam. Door deze bijeen te brengen ontstaat Prana, dat vervolgens over het lichaam wordt verdeeld.
Zie ook: Tantrische yoga

### Thaise massage
Thaise massage is sterk beïnvloed door yoga, Ayurvedische en Chinese geneeskunst. De bewegingen lijken vaak sterk op de asana's van yoga en de aandacht voor de drukpunten lijkt op de nadis uit Ayurveda en de meridianen uit de Chinese geneeskunst. Er zijn twee stromingen in de Thaise massage, de noordelijke variant, Nuad Bo-Rarn, en de zuidelijke variant, die ook wel Wat Pho-massage genoemd wordt. Deze laatste is statischer en wordt veelal als pijnlijker ervaren.

### Triggerpointmassage
Triggerpointmassage is een relatief nieuwe vorm van massage. Hierbij wordt op zoek gegaan naar triggerpoints. Een triggerpoint is een kleine verkramping in een spier die aanvoelt als een pijnlijke verharding. Deze verkrampingen spelen vaak een belangrijke rol bij talloze lichamelijke ongemakken. Bij triggerpointmassage worden deze 'spierknopen' opgezocht en gemasseerd. Een van de populairste methoden onder masseurs is die van Clair Davies, de auteur van het Handboek triggerpoint-therapie. Binnen deze methode wordt gebruikgemaakt van korte diepe knedingen. Een belangrijk onderdeel van de behandeling is dat de patiënt dit zelf meerdere malen per dag herhaalt, waarbij het gebruik van massagehulpmiddelen vaak de voorkeur krijgt of zelfs noodzakelijk is.

### Tui Na
Dit is een Chinese vorm van massage. Letterlijke betekenis: Tui=duw en Na=grijp.

### Zweedse massage
Dit wordt ook klassieke massage genoemd. De masseur maakt hierbij gebruik van onder meer: strijken, kneden en kloppen.

## Massagebenodigdheden

### Massagetafel of massagestoel
Om de cliënt in de gewenste positie te leggen wordt er bij een massage gebruik gemaakt van een massagetafel of een massagestoel (bij stoelmassages). Een massagetafel kan opvouwbaar zijn of vast op de grond staan. Een typische goede massagetafel heeft de juiste breedte voor de masseur, is gemakkelijk schoon te houden, heeft een dik matras dat bestaat uit meerdere schuimlagen en een losse hoofdsteun om het hoofd van de massee te ondersteunen. Een extra massage rolkussen kan gebruikt worden om de massee in de juist te positioneren.
Voor de stoelmassages gegeven door een stoelmasseur wordt er vrijwel altijd gebruik gemaakt van een inklapbare massagestoel. Deze zijn licht in gewicht (soms niet meer dan 7kg) en zijn gemakkelijk mee te nemen. Om die reden worden stoelmassages vaak op locatie gegeven, zoals op kantoor, festivals, winkelcentrums en andere openbare locaties. Een goede massagestoel is gemakkelijk te verstellen in hoogte, maar ook bij het borstkussen, de zitting en de armleuningen.

### Olie, lotion en crème voor massages
Het gebruik van massageolie, lotion en crème tijdens massages zorgt ervoor dat er minder wrijving ontstaat. Daarnaast kan het ook helpen om de juiste aroma's te verspreiden tijdens een massage.

### Massagehanddoeken en compresdoeken
Het gebruik van een massagehanddoek helpt met het verwijderen van overgebleven massageolie of lotions van het lichaam van de massee nadat de massage voorbij is. Een kompresdoek is vaak niet groter dan 30 x 50cm en is daarmee ideaal om met warme kompressen een gezichts- of schoudermassage af te sluiten.

### Tools voor specifieke behandelingen
Voor bepaalde soorten massages zijn er extra materialen nodig. Denk hierbij bijvoorbeeld aan het gebruik van massagestenen bij een hotstonemassage, een cuppingset bij cupping, of kruidenstempels bij een kruidenstempelmassage.